# Sukamenak (Darmaraja)
Sukamenak is een bestuurslaag in het regentschap Sumedang van de provincie West-Java, Indonesië. Sukamenak telt 1680 inwoners (volkstelling 2010).